# Poliposis adenomatosa familiar
La poliposis adenomatosa familiar (PAF) es una enfermedad hereditaria infrecuente que se incluye entre los síndromes de poliposis intestinal, caracterizada por la aparición de gran número (más de 100 en la forma clásica) de pólipos del tipo adenomatoso (tumores benignos) en el colon y recto a partir de los 20 o 30 años. Dichos pólipos tienen una gran probabilidad de malignizarse a partir de los 30 años y transformarse en cáncer de colon.

## Epidemiología
La incidencia es de  aproximadamente 1 de cada 8300 nacimientos, afecta ambos sexos, sin embargo representa menos del 1% de los casos de cáncer colorrectal. En la Unión Europea la prevalencia se estima entre 1/11 300 y 1/37 600.

### Factores que afectan la elección del procedimiento quirúrgico
- edad del paciente
- presencia y gravedad de síntomas
- extensión de la poliposis rectal
- existencia y localización de cáncer o tumores desmoides

### Tipos de procedimientos quirúrgicos
- Proctocolectomía total con ileostomía final (de Brooke) o ileostomía continente (bolsa de Kock)
- Colectomía abdominal total con anastomosis ileorrectal
- Proctocolectomía restauradora con anastomosis anal con bolsa ileal, con o sin ileostomía temporal.

La colectomía previene el cáncer colorrectal, pero mantiene el riesgo de neoplasias en otras localizaciones como: tubo digestivo, en particular la zona adyacente de la ampulla de Váter, y en el estómago.

### En el embarazo
Durante la gestación hay un aumento de múltiples factores de crecimiento y hormonas endógenas que elevan la tasa de desarrollo de adenomas y tumores desmoides en la madre. No obstante, se recomienda retrasar la terapia hasta terminado el embarazo, a fin de evitar un posible daño al feto.[cita requerida]

### Diagnósticos diferenciales
- síndrome de Peutz-Jeghers
- síndrome de poliposis familiar juvenil
- poliposis hiperplásica hereditaria
- síndrome de poliposis mixta[cita requerida]

## Variantes
Existen variantes de la poliposis adenomatosa familiar, sobre la base de las cualidades y cantidades de los pólipos, así como de otros fenómenos que pueden acompañar la poliposis. La mayoría de las variantes de la poliposis adenomatosa familiar tienen la misma etiología, esta es, mutaciones en el gen APC. Este gen, localizado en el cromosoma 5q21, codifica una proteína con múltiples dominios de 2834 aminoácidos que actúa como un antioncogen, suprimiendo la ruta de señalización WNT. Además, este gen interviene en migración celular, apoptosis, adhesión celular, segregación de los cromosomas y en diferenciación neuronal. Se ha encontrado que el 95 por ciento de los pacientes de esta enfermedad tienen mutaciones en este gen. Sin embargo, se han demostrado otras causas de síndromes hereditarios de poliposis adenomatosa, que no implican mutaciones en este gen.
El seguimiento de esta enfermedad comienza con un test (generalmente, una PCR para analizar la secuencia) a partir de los 12 años de edad, cuando se tienen antecedentes familiares de la enfermedad. Si se encuentran mutaciones en el gen APC, se realizan colonoscopias anuales y colectomías en caso de aparición de pólipos.[cita requerida]

Se han establecido como variantes de PAF:

### Poliposis adenomatosa familiar clásica
Caracterizada por tener como patrón de herencia el autosómico dominante, presentar múltiples pólipos adenomatosos intestinales (más de cien) en la adolescencia. Con altísimo potencial de malignización localizados principalmente en colon y recto, además de la ausencia o baja intensidad de manifestaciones en otras ubicaciones corporales. Se debe a una mutación de la línea germinal del Gen APC o Gen de poliposis adenomatosa del colon.  
Es necesaria la presencia de al menos 100 pólipos para el diagnóstico de la PAF clásica aunque en algunos casos pueden encontrarse hasta varios miles de pólipos. Excepto por su número notable, éstos pólipos muestran un crecimiento morfológicamente indistinguible de los adenomas esporádicos. 
También son prevalentes en la PAF los adenomas planos o deprimidos, y es frecuente encontrar adenomas microscópicos, formados por solo una o dos glándulas displásicas, en una mucosa que por lo general tiene un aspecto normal.

### Poliposis adenomatosa familiar atenuada
Variante de la Poliposis adenomatosa familiar que fue reconocida hace poco y se caracteriza por contar con mutaciones en el extremo 3" ó 5" del Gen APC y que a diferencia de la forma clásica, la cantidad de pólipos es menor de cien, (10-100) manteniendo, sin embargo, un patrón de herencia autosómico recesivo. Y suele presentarse en edad avanzada. Es un factor de riesgo de alta probabilidad para el desarrollo de cáncer colorrectal, así como factor de riesgo para otros tipos de cánceres. 
Estos cánceres se sitúan principalmente en el hemicolon derecho, en comparación con la PAF clásica. Más del 50% de los pacientes desarrolla carcinoma colorrectal en edad más avanzada( promedio 55 años) y tienen riesgo de poliposis duodenal. No obstante a diferencia de la PAF clásica, existen mutaciones en el Gen APC sólo en un 30% de los pacientes.
A los pacientes con sospecha de PAF atenuada se les debe realizar pruebas genéticas y si los resultados son positivos, se recurre a la asesoría y pruebas genéticas en la familia para detectar quienes tienen riesgo. Si se desconoce la mutación familiar, se recomienda colonoscopía de detección a partir de los 13-15 años y luego cada 4 años hasta los 28 años y después cada 3 años.
En este tipo de variante el tratamiento quirúrgico de elección es la colectomía abdominal total con anastomosis ileorrectal, ya que la poliposis limitada al recto se debe tratar mediante la ablación colonoscópica con asa. También es apropiada la profilaxis con inhibidores de la COX2 (celecoxib y sulindaco) que pueden retardar o prevenir el desarrollo de pólipos. Es importante descartar otros síndromes familiares, como el cáncer colorrectal familiar más frecuente y cáncer colónico hereditario sin pólipos también conocido como Síndrome de Lynch.

### Síndrome de Gardner
Caracterizado por múltiples pólipos en el colon que se asocian a:
- Adenomas periampollares (en referencia a la ampolla hepatopancreática)
- Quistes epidérmicos.
- Odontomas en la mandíbula,( dientes no brotados o supernumerarios) cráneo y huesos largos del organismo.
- Carcinoma papilar de tiroides
- Además de fibromas en el cuero cabelludo, hombros, espalda y brazos.
- Hepatoblastoma
- Tumores desmoides.

Se considera que el síndrome de Gardner no es más que una de las formas en que se puede manifestar la Poliposis adenomatosa familiar.

### Síndrome de Turcot tipo 2
Es la variante más extraña de PAF, en la que el 2/3 de los pacientes con Síndrome de Turcot presentan mutaciones en el Gen APC.  El síndrome de Turcot se caracteriza por tumores malignos del sistema nervioso central (i.e. glioblastoma multiforme y meduloblastoma) asociados a poliposis colónica. Mientras que el 1/3 restante tienen mutaciones en varios genes implicados en la reparación del ADN con riesgo de desarrollar glioblastomas. Se han descrito dos grupos dentro de este síndrome:
. 
Tipo 2 (variante de la Poliposis adenomatosa familiar)Ciertos casos de Síndrome de Turcot se caracterizan etiológicamente por mutaciones en el gen APC, son de herencia autosómica dominante y la principal manifestación es la poliposis colónica con alto potencial de malignización, mientras que los tumores del sistema nervioso central son adicionales. Son estos casos del síndrome los que se consideran variantes de la Poliposis adenomatosa familiar.
Tipo 1 (no considerado variante de la Poliposis adenomatosa familiar)En contraposición, otros casos de síndrome de Turcot son de herencia autosómica recesiva, la principal característica es la presencia de tumores en el sistema nervioso central y se han asociado con mutaciones en los genes MMR (por la siglas en inglés de Mismatch Repair).

### Poliposis asociada a MUTYH
Denominada también Poliposis adenomatosa colorrectal autosómica recesiva, es una variante poco frecuente de la Poliposis adenomatosa familiar que a diferencia de otras, no es causada por mutaciones en el gen APC sino en el gen MUTYH, además de poseer un patrón de herencia autosómico recesivo.

## Etiología
Está causado por una mutación en el gen APC situado en el cromosoma 5, en la zona de transición entre las bandas q21 y q22 de este, gen que codifica una proteína de 2843 aminoácidos y actúa como gen supresor tumoral.  Se transmite de padres a hijos según un patrón autosómico dominante, lo que significa que si alguno de los padres posee un gen afectado, existe una probabilidad del 50% de que la enfermedad afecte a cualquiera de los hijos por término medio, independientemente del sexo de los mismos.
Desde el punto de vista clínico, los pacientes desarrollan cientos de pólipos adenomatosos poco después de la pubertad. El riesgo de sufrir de cáncer colorectal durante la vida en personas con (PAF) es de aproximadamente casi un 100% a partir de los 50 años de edad.

## Cuadro clínico
Además de las manifestaciones en el colon, pueden aparecer pólipos en el estómago o duodeno, quistes dermoides, hipertrofia del epitelio pigmentario de la retina, alteraciones óseas y dentales.
Manifestaciones intestinales
- Pequeños nódulos intramucosos ( pólipos) principalmente en colon sígmoides y recto en la infancia.
- Posteriormente en la adolescencia los pólipos aumentan de tamaño y número.

Manifestaciones extraintestinales
- Hipertrofia congénita del epitelio pigmentado de la retina.
- Tumores desmoides.
- Quistes epidermoides.
- tumores en : tiroides, hígado y conductos biliares.
- Osteomas mandibulares ( Síndrome de Gardner).
- Tumores del Sistema Nervioso Central ( Síndrome de Turcot)

Síntomas
Son más notorios cuando los pólipos son grandes y numerosos:
- Rectorragia o sangrado rectal.
- Anemia.

- Otros no específicos:

1. Cambios en los hábitos intestinales.
2. Estreñimiento o diarrea.
3. Dolores abdominales o masas abdominales palpables.

## Gestión de la enfermedad
En el caso de antecedentes familiares de la enfermedad se recomienda realizar el test a partir de los 12 años. Si se detecta la presencia de la mutación APC es conveniente realizar una colonoscopia anual a partir de los 12 años y una colectomía cuando aparezcan los pólipos.
Si tras realizar el test no se observa la presencia de la mutación se recomienda la colonoscopia y otras pruebas de cáncer de colon a partir de los 50 años.  
Para su detección
En la actualidad con asesoría genética, pueden utilizarse pruebas para el gen APC con la finalidad de seleccionar a los miembros de la familia, a condición de que se identifique una mutación del Gen APC en un familiar.
Si la prueba del APC es positiva se indica sigmoidoscopia flexible la cual debe realizarse de forma anual a partir de los 10-15 años de edad, hasta que se determine la presencia de pólipos. Por el contrario si la prueba es negativa puede vigilarse al familiar a partir de los 50 años, de acuerdo a los lineamientos de riesgos promedio.